# HDC그룹
HDC그룹(영어: HDC Group)은 대한민국의 대규모 기업집단이다.
현재 HDC그룹은 건설업종종의 HDC현대산업개발을 중심으로 석유화학, 유통, PM/FM, 헬스케어, 레저, 악기제조, 스포츠, 금융, 항공운송, 리조트 분야의 계열사를 보유한 대규모 기업집단을 이루고 있다.

## 연혁
- 1976년 3월: '한국도시개발' 설립
- 1977년 10월: '한라건설' 설립
- 1986년 11월: '한라건설'・'한국도시개발' 합병, '현대산업개발' 설립
- 1991년 5월: 기술 연구소 설립
- 1994년 6월: 고객만족센터 개설
- 1999년 1월: 계열사 '현대역사' 설립(현 HDC아이파크몰)
- 1999년 9월: 계열사 '아이콘트롤스' 설립(현 HDC랩스)
- 2000년 1월: 계열사 '현대엔지니어링플라스틱' 설립(현 HDC현대EP)
- 2000년 3월: 계열사 '아이앤콘스' 설립 (현 HDC아이앤콘스) / 프로축구단 부산 아이콘스 창단 (현 부산 아이파크)
- 2000년 6월: 계열사 아이투자신탁운용 설립(현 HDC자산운용)
- 2001년 3월: 아파트 브랜드 IPARK 론칭
- 2003년 2월: 계열사 '부산아이콘스' 설립 (현 HDC스포츠)
- 2003년 10월: 주거용・상업용 건축물 브랜드 IPARK로 통합
- 2006년 5월: 영창악기제조 인수(현 HDC영창)
- 2008년 5월: 포니정홀 개관
- 2011년 7월: 계열사 아이시어스 설립
- 2012년 4월: 베트남 지사 설립
- 2014년 1월: 인도 뭄바이 RNA Metropolis 수주
- 2014년 5월: 볼리비아 바네가스 교량 건설공사 수주
- 2018년 5월: HDC와 HDC현대산업개발로 분할, 사명변경
- 2019년 8월: 한솔개발주식회사 인수 및 HDC리조트 주식회사로 사명변경

## 계열사
- HDC (지주회사)
- HDC현대산업개발
- HDC현대EP
- HDC아이파크몰
- 호텔HDC
- HDC리조트
- HDC영창
- HDC아이앤콘스
- HDC랩스
- HDC현대PCE
- HDC스포츠 (부산 아이파크)
- HDC자산운용
- HDC신라면세점
- 부동산114

## 같이 보기
- HDC
- HDC현대산업개발
- 아이파크
- 부산 아이파크
- 정몽규